# Брентфорд
Бре́нтфорд (англ. Brentford) — город на западе Большого Лондона (Англия), часть округа Хаунслоу. Расположен на расстоянии 13 км к западу-юго-западу от Чаринг-Кросс, на левой стороне Темзы, при впадении в неё реки Брент, разделяющей город на две половины. Ранее входил в состав графства Мидлсекс. Население города — 27907 человек (2011).

## История
- 54 год до н. э. — Брентфорд является вероятным местом битвы между Юлием Цезарем и вождём бриттов Кассивелауном.
- 781 — Совет Брентфорда сделал запись об урегулировании спора между королём Мерсии Оффой и епископом Вустера.
- 1016 — Битва при Брентфорде (1016)[англ.] между королём Англии Эдмундом Железнобоким и королём Дании Кнудом Великим.
- 1431 — Переселение Аббатства Сион[англ.] из Туикенема в Брентфорд.
- 1539 — Разрушение Аббатства Сион королём Генрихом VIII во время Реформации.
- 1616—1617 — Проживание в Брентфорде индейской принцессы Покахонтас.
- 1642 — Сражение при Брентфорде (1642)[англ.] во время Английской революции.
- 1682 — Очень сильная буря вызвала внезапное наводнение, которое нанесло большой ущерб Брентфорду. Несколько зданий были смыты водой.
- 1889 — Основан футбольный клуб Брентфорд.

## Сражение при Брентфорде (1642)
Основная статья: Сражение при Брентфорде (1642)
Во время Английской революции 12 ноября 1642 года под Брентфордом состоялось сражение между роялистами под командованием графа Форта и принца Руперта (в основном кавалерия и один полк Валлийской пехоты) и парламентскими войсками (Круглоголовые) под командованием полковника Дензила Холлиса. Роялисты выбили три полка противника из укрепленных позиций в Брентфорде и захватили 11 пушек и 1500 человек пленными.